# Państwowa Szkoła Rybołówstwa Morskiego
Państwowa Szkoła Rybołówstwa Morskiego (PSRM) w Szczecinie – średnia szkoła techniczna, szkoląca kadry dla floty rybołówstwa morskiego. Istniała w latach 1962–1967.

## Historia
Szkoła została utworzona, 23 stycznia 1962 przez Ministerstwu Żeglugi, a pierwsza inauguracja roku szkolnego odbyła się 3 września 1962. Kształciła na dwóch wydziałach: nawigacyjno – połowowy, oraz obsługa maszyn statków rybackich (wydział mechaniczny). 

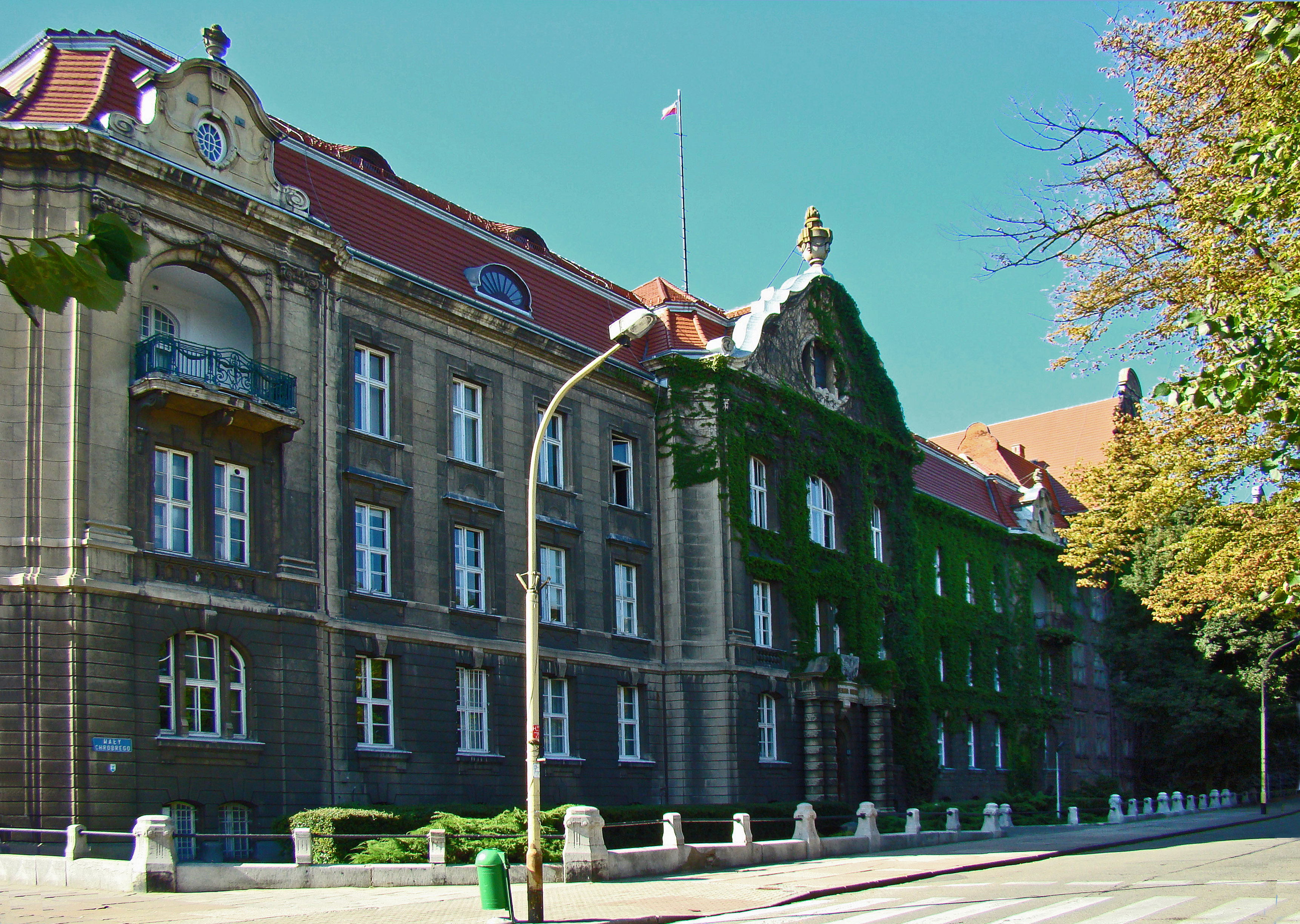
Budynek byłej szkoły, Szczecin, Wały Chrobrego 1.

Początkowo zajęcia prowadzono w ośrodku żeglarskim w Trzebieży, a od 1 października 1962 w gmachu szkoły na Wałach Chrobrego 1.
Zaplanowano, że szkoła będzie miała cztery wydziały, także radiotechniczny i przetwórczo-chłodniczy, oraz miała kształcić w pełnym cyklu 5 letnim. Z uwagi m.in. na problemy kadrowe ograniczono liczbę kierunków kształcenia do dwóch. W latach 1962–1964 szkolono kadry w pełnym cyklu 5 letnim po – szkole podstawowej, lub 3 letnim dla słuchaczy z maturą. Później, do PSRM przyjmowano tylko kandydatów po maturze, można było zatem ukończyć szkołę w ciągu 3 lat.
PSRM podlegała bezpośrednio Ministerstwu Żeglugi. Na jej statkach szkolnych „Łużyca” i „Azymut”, szkolili się także oficerowie floty PŻM i rybołówstwa dalekomorskiego. PSRM wykształciła 496 absolwentów (308 nawigatorów i 188 mechaników).
Zarządzeniem Ministra Żeglugi z 15 czerwca 1966, połączono PSRM z Państwową Szkołą Morską, z obowiązującym 3 letnim cyklem nauczania, dla uczniów po maturze. Na bazie tych szkół w 1968 utworzono Wyższą Szkołę Morską w Szczecinie.

## Dyrektorzy PSRM
- mgr Jerzy Poradowski (1962–1963)[2]
- mgr Zbigniew Piętniewicz (1964–?)[2]
- Kazimierz Panowicz[1]